# Arcidiacono
L'arcidiacono (Latino: archidiaconus. Greco: archidiakonos) è stata una importante figura dell'amministrazione diocesana, presente dall'antichità fino al XV secolo, specialmente nelle regioni occidentali. Il termine non appare prima del IV secolo con un utilizzo non specifico. Già dalla fine del IV e inizio del V secolo lo si trova più frequente nei testi degli autori cristiani latini e greci. In breve il termine venne usato con maggiore precisione ed i suoi incarichi vennero sempre più definiti. Il titolo di arcidiacono è talora ancora in uso, come ad esempio nel Capitolo Maggiore Metropolitano di Milano, per lo più con un uso meramente onorifico e simbolico. Nella diocesi di Frosinone, come in quella di Tivoli, l'arcidiacono è il presidente del capitolo della cattedrale.

## Storia
Le origini dell'arcidiaconato risalgono ai primi tre secoli dell'era cristiana. L'immediato predecessore dell'arcidiacono fu il diacono vescovile (Latino: archidiaconus episcopi).
I compiti a lui assegnati erano l'amministrazione diocesana, la cura dei poveri, la supervisione della gestione delle proprietà ecclesiastiche da parte degli altri diaconi: per questo veniva considerato una sorta di economo e incaricato della sorveglianza del clero.
In questo periodo iniziale i compiti del diacono vescovile non erano ancora giuridicamente definiti, assegnati dal vescovo e per un tempo stabilito. A partire dal IV secolo la carica assunse progressivamente un carattere istituzionale e gli incarichi divennero specifici di tale carica.
Nel periodo dal IV all'VIII secolo l'arcidiacono divenne il supervisore ufficiale del clero a lui subordinato, acquistando anche il controllo della loro disciplina e la possibilità di emettere provvedimenti disciplinari. Inoltre a lui spettava l'importante compito di esaminare i candidati al sacerdozio così come il diritto di effettuare visite pastorali, solitamente ai sacerdoti di campagna.
Col tempo divenne il consigliere principale del vescovo, con il mandato di preservare la purezza della fede e della disciplina e la gestione delle proprietà ecclesiastiche. In caso di negligenza del vescovo aveva persino il potere di occuparsi direttamente della salvaguardia degli interessi della Chiesa. Grazie a questa stretta collaborazione con il vescovo, divenne il suo rappresentante ufficiale in varie occasioni, come la visita agli ammalati e ai detenuti, l'educazione del clero, l'amministrazione. In taluni casi, era il candidato alla successione del vescovo.
Nell'Europa orientale non ci fu un grande sviluppo di questa figura, ma ad occidente divenne, a partire dall'VIII secolo, ufficialmente e a tutti gli effetti l'organo di supervisione e di disciplina della diocesi. Venne assegnato a una giurisdizione indipendente (jurisdictio propria) e fino alla fine del XII secolo i suoi poteri vennero progressivamente rafforzati.
Nelle grandi diocesi, per la gran mole di attività, venivano nominati anche più arcidiaconi: il primo vescovo a istituire questa collaborazione fu Heddo di Strasburgo, che nel 774 divise la sua diocesi in sette arcidiaconie, dette in latino archidiaconati rurali. Il suo esempio venne presto seguito in tutte le aree cristiane dell'Europa occidentale, tranne in Italia, dove la maggior parte delle diocesi era troppo piccola per sentire la necessità di una divisione amministrativa. Il Patriarcato di Aquileia invece, che aveva giurisdizione ecclesiastica su un territorio molto vasto, fu diviso in arcidiaconati, dove ogni arcidiacono esercitava il controllo su un gruppo di pievi.
Da allora in poi l'arcidiacono magno (solitamente il preposto del capitolo), le cui mansioni riguardavano principalmente il clero della città, fu sostituito dagli arcidiaconi rurali, che avevano sostituito i decani.
Questi arcidiaconi generalmente erano sacerdoti, o canonici della cattedrale o preposti delle principali chiese nelle piccole cittadine (chiese collegiate). L'autorità degli arcidiaconi culminò nei secoli XI e XII, quando nelle loro diocesi esercitavano un potere di poco inferiore a quello del vescovo. Facevano visite durante le quali avevano il potere di tassare i bilanci del clero; potevano presiedere un tribunale di prima istanza e punire i sacerdoti colpevoli di una mancanza morale; avevano inoltre il diritto di reggere un sinodo.
È noto che gli arcipreti adempivano ai loro compiti, elargivano investiture canoniche a chi deteneva le prebende e ne autorizzavano l'incorporazione; supervisionavano inoltre l'amministrazione delle entrate della Chiesa e si occupavano della cura dei luoghi di culto. Potevano anche compilare i documenti legali necessari richiesti nell'esercizio delle funzioni del loro ufficio e dell'esecuzione degli atti giuridici che essi includevano. Accadeva piuttosto frequentemente che gli arcidiaconi non fossero scelti dai vescovi ma dal capitolo della Cattedrale e, a volte, direttamente dal re. Dopo il XII secolo furono aiutati da vari funzionari e vicari, da loro stessi nominati, per il calcolo dei redditi delle loro estese proprietà.
Questa grande autorità si rivelò nel tempo onerosa per il clero e portò con sé una limitazione troppo grande dell'autorità episcopale. Nel XIII secolo diversi sinodi iniziarono a restringere la giurisdizione degli arcidiaconi. A essi venne proibito di impiegare i loro funzionari speciali e di esercitare la loro autorità quando il vescovo era presente nel loro territorio. Vennero privati anche del diritto di visitare liberamente le parrocchie del loro Arcidiaconato, di decidere punti importanti delle cause matrimoniali e di approvare sentenze sugli ecclesiastici colpevoli di gravi crimini. Inoltre, per via della creazione dell'ufficio diocesano di vicario generale, vennero aperte corti di più alto appello rispetto a quella dell'arcidiacono, e su queste venne riversata la gran parte delle questioni in precedenza trattate nella corte dell'arcidiacono.
Quando infine il Concilio di Trento (1553) stabilì che tutte le cause matrimoniali e penali dovevano da quel momento in poi essere portate davanti al vescovo; che l'arcidiacono non doveva avere più il potere di scomunica; che i procedimenti contro ecclesiastici infedeli al loro voto di celibato non dovevano essere più portati davanti all'arcidiacono e che gli arcidiaconi dovevano effettuare visite solo quando autorizzati dal vescovo, e quindi fare rapporto a quest'ultimo riguardo al loro esito, l'arcidiaconato venne completamente privato del suo carattere indipendente. 
A partire da quel momento gli arcidiaconati rurali scomparvero gradualmente dai luoghi dove ancora esistevano.
L'arcidiaconato della cattedrale, dove l'ufficio veniva ancora mantenuto, divenne ben presto in pratica un titolo vuoto. I compiti principali dell'incaricato erano di assistere il vescovo nei suoi obblighi episcopali e di garantire la rettitudine morale dei candidati al sacerdozio. Oggi tutto ciò è praticamente in disuso. Il titolo di arcidiacono è presente, sin dal 1742, nel Capitolo ad instar collegiato della Parrocchia matrice di Casarano (Lecce) dove viene menzionato come seconda dignità.

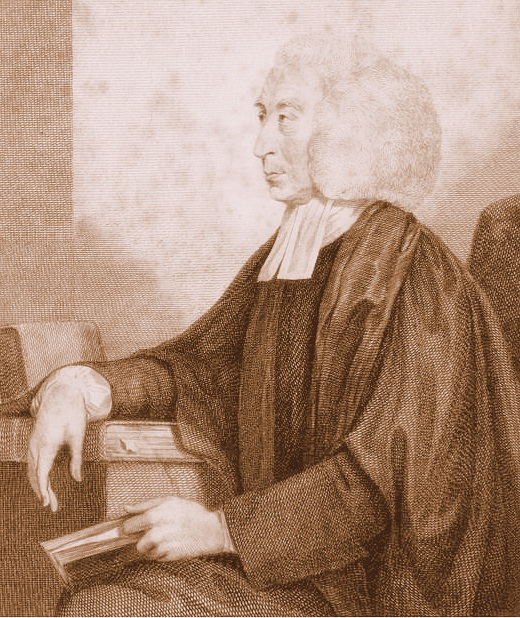
Thomas Randolph, arcidiacono a Oxford

Solo i protestanti e gli anglicani mantennero, assieme all'organizzazione ecclesiastica primitiva, l'ufficio di arcidiacono con la sua giurisdizione speciale. Nelle parrocchie protestanti tedesche, con minore congruità, il titolo di arcidiacono venne conferito al primo Unterpfarrer (sottoparroco), o assistente pastore.

## Arcidiacono nella Chiesa ambrosiana
Nella Chiesa ambrosiana l'arcidiacono non ebbe mai poteri rilevanti in quanto l'amministrazione ordinaria era invece svolta dal primicerio, capo dell'ordine decumano. All'arcidiacono spettava invece di guidare i mazzoconici, ovvero i maestri della scuola episcopale (una specie di seminario ante litteram).